# جواز سفر أرميني
تصدر جوازات السفر الأرمنية للمواطنين الأرمنيين بغرض السفر خارج أرمينيا. يستخدم جواز السفر الأرمن كإثبات للهوية داخل البلاد. جواز السفر صالح لمدة 10 سنوات من وقت الإصدار وكان يمكن تمديد الصلاحية 5 سنوات إضافية. ألغيت إمكانية تمديد جواز السفر لمدة 5 سنوات في أغسطس 2017.

## محتويات جواز السفر
يتضمن جواز السفر الأرمني البيانات التالية:
- صورة حامل الجواز.
- نوع.
- كود الدولة.
- رقم جواز السفر.
- اللقب (1)
- الاسم (2)
- الجنسية (3)
- تاريخ الميلاد (4)
- الجنس (5)
- بلد الميلاد (6)
- تاريخ الإصدار (7)
- تاريخ انتهاء الصلاحية (8)

## متطلبات التأشيرة

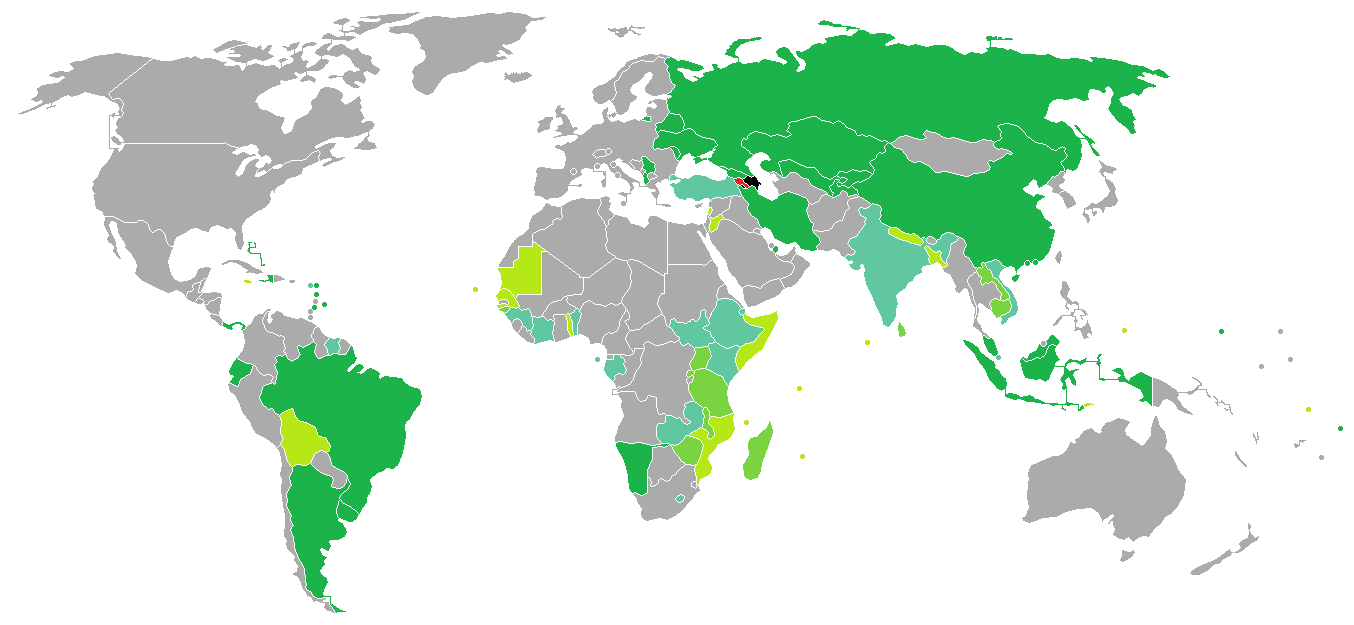
البلدان والأقاليم التي لا تفرض تأشيرة أو تطلب تأشيرة دخول عند الوصول للجهة، لحاملي جوازات السفر الارمنية العادية.

في عام 2020 كان مواطنوا أرمينا يتمتعون بدخول 62 دولة وإقليم بدون تأشيرة أو تأشيرة عند الوصول، مما جعل جواز السفر الأرميني يحتل المرتبة 78 في العالم وفقًا مؤشر هينلي لجوازات السفر.
صرح السفير بيوتر سويتالسكي، رئيس وفد الاتحاد الأوروبي إلى أرمينيا، أن خطة العمل لبدء تحرير اللتأشيرة بين أرمينيا والاتحاد الأوروبي ستكون على جدول أعمال قمة الشراكة الشرقية المقبلة في عام 2017 وأن الحوار من أجل السفر بدون تأشيرة للمواطنين الأرمن إلى منطقة شنغن في الاتحاد الأوروبي سيبدأ في أوائل عام 2018. كما ذكر السفير أنه يمكن منح المواطنين الأرمن السفر بدون تأشيرة إلى الاتحاد الأوروبي بحلول عام 2020.